# Brachymera rugosa
Brachymera rugosa är en tvåvingeart som först beskrevs av Josef Mik 1863.  Brachymera rugosa ingår i släktet Brachymera och familjen parasitflugor. Inga underarter finns listade i Catalogue of Life.